# 나하리야

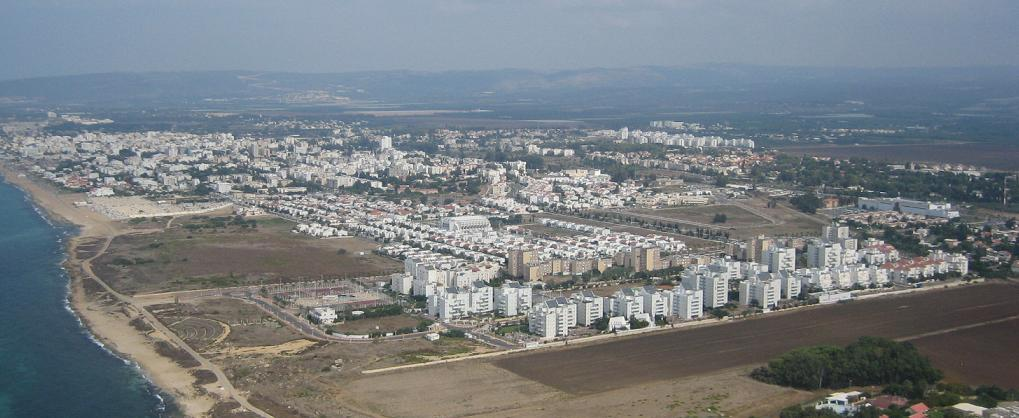
나하리야의 전경

나하리야(히브리어: נַהֲרִיָּה, 영어: Nahariya)는 이스라엘 최북단 해안 도시이다. 2022년 현재, 그 도시의 인구는 63,947명이다.
이 도시는 1935년 나치 독일을 탈출한 유대인 이민자들에 의해 세워졌다.

## 경제
나하리야는 이스라엘의 대표적인 기업가인 스트라우스, 소글로우크, 베르텍하이머 가문의 고향이다. 나하리야에서 성공한 민간 부문 산업 기업은 스트라우스 유제품 회사, 소글로우크 육류 가공 회사, 그리고 고정밀 금속 공장이자 공구 제조 대기업인 이스카로 버크셔 해서웨이가 50억 달러에 인수했다.
CBS에 따르면 2000년 기준으로 도시의 봉급생활자는 17,916명이고 자영업자는 1,283명이다. 도시의 봉급생활자의 2000년 월평균 임금은 ILS 5,736명으로 전년 대비 실질 성장률은 7.0%였다. 봉급생활자 남성의 월평균 임금은 ILS 7,353명(7.6% 증가)인데 비해 여성은 ILS 3,950명(2.5% 증가)이다. 자영업자의 평균 소득은 9,078명이었다. 같은 해 실업급여 수급자는 886명, 고정소득(사회보장)으로 생활하는 사람은 3,611명이었다.

## 인구 통계
이스라엘 중앙통계국(CBS)에 따르면 2001년 도시의 민족 구성은 97.3%가 유대인 및 기타 비 아랍인이었으며 상당한 아랍 인구가 없었다. 2001년에는 355명의 이민자가 있었다. CBS에 따르면 2001년에는 22,200명의 남성과 23,700명의 여성이 있었다. 도시의 인구는 19세 이하가 29.5%, 20세에서 29세 사이가 16.3%, 30세에서 44세 사이가 18.8%, 45세에서 59세가 17.3%, 60세에서 64세가 4.1%, 65세 이상이 13.9%로 널리 퍼져 있다. 2001년 인구 증가율은 4.2%였다.
2000년 이스라엘이 레바논에서 철수한 이후 레바논에서 도망친 많은 전 남레바논군 병사들과 장교들이 가족들과 함께 나하리야에 정착했다.

## 출신
- 가이 아술린 - 이스라엘의 축구 선수
- 빅토르 치한코우 - 우크라이나의 축구 선수
- 스테프 베르트하이메르 - 이스라엘의 기업인, 정치인